# Seilgewichtsausgleichskette

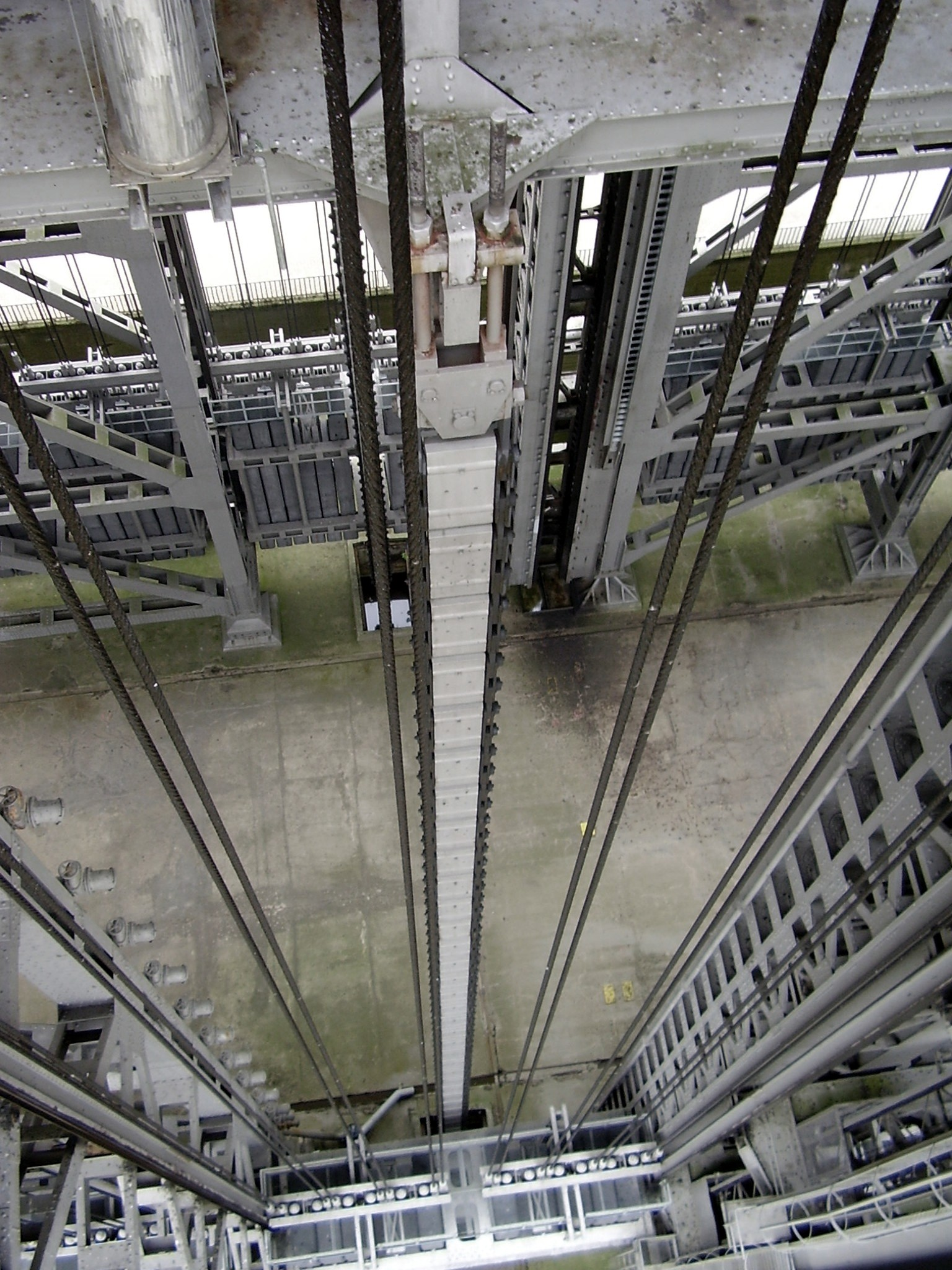
Seilgewichtsausgleichskette des Schiffshebewerks Niederfinow

Eine Seilgewichtsausgleichskette ist ein Bestandteil von großen Hebewerken und Aufzugsanlagen und dient der Kompensation der wandernden Seillast.
Die Kette hat die gleiche Masse wie das Tragseil und verbindet die Last eines Hebewerks mit dem Gegengewicht. Sie hängt als freie Schlaufe unter Last und Gegengewicht. Eine Verkürzung des Tragseiles zwischen Gegengewicht und Umlenkrolle führt zu einer Verlängerung der Seilgewichtsausgleichskette auf dieser Seite und umgekehrt. Dadurch hat der Antrieb immer die gleiche Last zu bewegen, unabhängig, in welcher Position sich Gewicht und Gegengewicht zueinander befinden. Im Idealfall, Gewicht und Gegengewicht sind gleich schwer, hat der Antrieb nur die Reibung und die Trägheit beim Anfahren des Hebewerkes zu überwinden.
Anwendung findet diese Vorrichtung bei Schiffshebewerken und Hochhausaufzügen. Bei diesen Hebewerken ist das Gewicht der Tragseile, entweder durch ihre große Anzahl oder durch ihre Länge, nicht mehr zu vernachlässigen. Es ist nicht notwendig, dass jedes Tragseil einzeln ausgeglichen wird, sondern es muss nur das Gesamtgewicht der Tragseile ausgeglichen werden, weshalb meist deutlich weniger Ausgleichsketten als Tragseile verwendet werden.
Im Bergbau, wo eine große Seillast durch die Länge entsteht, werden Unterseile als Seilgewichtsausgleich verwendet.